# Equinox (film 1992)
(Tagline del film.)
Equinox è un film del 1992 diretto da Alan Rudolph e interpretato da Matthew Modine e Lara Flynn Boyle.

## Trama
Nel 1992, in una grande città americana, l'infermiera Sonya Kirk trova per puro caso sul cadavere di Helena, un'anziana mendicante appena deceduta, una lettera che era stata indirizzata a questa donna una trentina d'anni prima. L'autore della missiva era un nobiluomo europeo col quale Helena, all'epoca ballerina di professione, aveva avuto una relazione. Helena era rimasta incinta, ma il suo amante aveva deciso di lasciarla e di tornare in Europa. Nella sua lettera d'addio, l'uomo spiegava che era sposato con figli e che non voleva abbandonare la sua famiglia. Tuttavia, aveva deciso di depositare, tramite un avvocato di nome Jerome Sanders, 200000 $ su di un conto bancario per aiutare Helena, la quale avrebbe dato alla luce due gemelli qualche tempo dopo. Ma Helena non si era mai presentata presso l'avvocato Sanders per reclamare il denaro e aveva preferito abbandonare i due bambini in un orfanotrofio. Trent'anni dopo, è l'infermiera Sonya che si presenta presso l'ormai anziano avvocato Sanders munita di questa lettera. Le sue motivazioni sono nobili: vorrebbe ritrovare i due gemelli e permettere loro di ottenere l'eredità. Sonya vorrebbe inoltre lasciare il suo lavoro d'infermiera per diventare scrittrice, e questa storia le sembra uno spunto molto interessante per un libro. Grazie alle informazioni ottenute dall'avvocato, Sonya comincia allora la sua inchiesta per ritrovare i due gemelli Henry e Freddy.
Ormai diventati adulti, i due gemelli hanno delle vite molto diverse. 
Henry è stato adottato e lavora come meccanico nell'officina del suo padre adottivo. Timido e gentile, è innamorato di Beverly, la sorella del suo unico amico Russell. Beverly ricambia l'amore di Henry, ma quest'ultimo soffre comunque di problemi psicologici che gli impediscono di vivere une relazione normale con la ragazza. Henry è tuttavia convinto che il fatto di potere partire con Beverly e di andare a vivere altrove potrebbe essere la soluzione.
L'altro gemello, Freddy, non è mai stato adottato e ha vissuto in orfanotrofio fino all'età adulta. Diventato gangster, lavora ora come autista di una organizzazione mafiosa che estorce denaro dai commercianti della città. Personaggio ambizioso e cinico, cerca tuttavia di mantenere una vita di famiglia normale con sua moglie Sharon e le sue due bambine.
Quando Sonya ha ormai quasi completato le sue ricerche sui due gemelli, Henry e Freddy si incontrano per caso in un ristorante. Il padrone del locale subisce le minacce della banda di Freddy. Russell, l'unico amico di Henry, si trova anche lui nel locale armato di pistola con l'intenzione di fare fuoco sui due gangster. Russell è convinto che in questo modo potrà conquistare il cuore di Anna, la figlia del ristoratore, di cui è segretamente innamorato. Ma Henry raggiunge Russell nel ristorante e, temendo per la vita del suo amico, gli impedisce di sparare. Il trambusto fatto dai due amici distrae tuttavia i gangster, e dà del coraggio a Anna, la quale si impossessa della pistola di suo padre e apre il fuoco sui banditi.
Freddy é colpito alla schiena e, mentre sta agonizzando, Henry si avvicina a lui e a quel momento ognuno dei due gemelli sembra fortemente scioccato dalla vista dell'altro. Ma Freddy muore poco dopo e Henry comincia ad avere un comportamento sconnesso. Allontanandosi dal locale, decide di andare da Beverly per partire immediatamente con lei. Ma Beverly, vedendo che Henry non è in uno stato normale, rifiuta di seguirlo. Henry lascia allora la città da solo e guida la sua automobile fino al Grand Canyon, ossia dove lui e Beverly avevano previsto di andare. Alcuni giorni dopo, l'infermiera Sonya va a trovare Beverly e le spiega tutta la storia. Ma ormai è troppo tardi per sperare il ritorno di Henry, il quale, immobile sul bordo del Grand Canyon, sembra incapace di tornare indietro.

## Produzione
Il film venne girato tra il 28 settembre e l'11 novembre 1991 tra Saint Paul e Minneapolis, in Minnesota, e Moab nello Utah.

## Distribuzione
Equinox venne presentato in anteprima al Toronto Film Festival il 18 settembre 1992, anno in cui fu proiettato in altri festival internazionali, a Seattle, Chicago e Deauville. Venne distribuito nelle sale cinematografiche statunitensi a partire dall'11 giugno 1993.

### Date di uscita
- Argentina (Equinox) - 3 giugno 1993
- USA (Equinox) - 11 giugno 1993
- Giappone - 18 giugno 1993
- Regno Unito (Equinox) - 9 luglio 1993
- Germania (Equinox - Zwischen Tag und Nacht) - 29 luglio 1993
- Italia (Equinox) - 3 settembre 1993
- Finlandia (Kohtaaminen) - 9 settembre 1994
- Portogallo (Gémeos, Perigo de Colisão) - 2 dicembre 1994

## Accoglienza

### Incassi
Il film ha incassato complessivamente $279.627 negli Stati Uniti.

### Critica
Il sito Rotten Tomatoes riporta il 33% di recensioni professionali con un giudizio positivo, con un voto medio di 5 su 10.
Todd McCarthy riportò sulla rivista Variety: «Equinox è pieno di idee e scene evocative, ma la sua estetica misurata e sottile e la trama che spende deliberatamente la maggior parte del tempo per rivelarsi manterrà un box office potenziale modesto. Usando la sua caratteristica morbida ma colorata tavolozza, Rudolph crea con il fotografo Elliot Davis un mondo interiore strutturato con calore che mitiga la dura realtà della strada».
Marjorie Baumgarten di The Austin Chronicle lo definì «frustrante, eccitante, irritante, intrigante, isolato e coinvolgente», aggiungendo che «l'unico problema vero di Equinox è che non riesce a capire come arrivare alla conclusione... l'ultima parte del film accelera troppo verso il suo climax».
Su Rolling Stone il critico Peter Travers scrisse: «Non troverete molti film sulla doppia natura così eleganti, ossessivi e perversamente comici... Equinox dà la sensazione di caduta libera in un sogno dal quale non ci si può svegliare», mentre Stephen Holden elogiò sul New York Times la prova di Marisa Tomei («impressionante nel piccolo ma corposo ruolo di una prostituta») e soprattutto quella dei due attori principali: «Matthew Modine fa un buon lavoro nel rendere differenti i due personaggi senza ricorrere alla caricatura. È particolarmente bravo a mostrare come le caratteristiche represse di ciascun gemello emergano dalla loro superficie. Lara Flynn Boyle lascia filtrare il giusto mix di ardore impetuoso e rigida difensiva».

## Riconoscimenti
- 1992 - Deauville Film Festival
  - Candidatura al Premio della critica a Alan Rudolph
- 1994 - Independent Spirit Awards
  - Candidatura al miglior film a David Blocker
  - Candidatura al miglior attore protagonista a Matthew Modine
  - Candidatura al miglior attrice non protagonista a Lara Flynn Boyle
  - Candidatura al miglior fotografia a Elliot Davis

## Colonna sonora
La colonna sonora del film, prodotta da Alan Rudolph e David Blocker, è uscita l'8 giugno 1993 per l'etichetta Varèse Sarabande.

### Tracce
1. Mystery Man (Rypdal) - Terje Rypdal (4:38)
2. Milonga del Angel (Piazzolla) - Astor Piazzolla (6:31)
3. Al Bine (Touré) - Ali "Farka" Touré (6:18)
4. Left Alone (Holiday, Waldron) - Archie Shepp e Dollar Brand (7:51)
5. Mirage (Rypdal) - Terje Rypdal e David Darling (9:13)
6. Istoria Ne Edna Lyubov (Papasov) - Ivo Papasov e la sua orchestra (4:17)
7. Danze Sinfoniche op. 45 (Rachmaninov) - Reah Sadowsky (5:34)
8. Once Upon a Time (Rypdal) - Terje Rypdal (6:10)